# Belgrandiella dabriana
Belgrandiella dabriana е вид охлюв от семейство Hydrobiidae. Видът е почти застрашен от изчезване.

## Разпространение и местообитание
Разпространен е в Босна и Херцеговина.
Обитава сладководни басейни и реки.